# Nel Roos-Lodder
Petronella Gerardina (Nel) Roos-Lodder (Amsterdam, 4 april 1914 - aldaar, 4 juni 1996) was een Nederlandse atlete. Ze nam in 1948 eenmaal deel aan de Olympische Spelen en werd in haar specialiteit discuswerpen eenmaal Nederlands kampioene. 

## Loopbaan
Roos-Lodder kwam uit op de Olympische Zomerspelen van 1948 op het onderdeel discuswerpen. Hier behaalde ze de dertiende plaats.
Tijdens haar atletiekloopbaan was zij lid van het Amsterdamse Sagitta.

## Nederlandse kampioenschappen
| Onderdeel    | Jaar |
| ------------ | ---- |
| discuswerpen | 1947 |

## Persoonlijk record
| Onderdeel    | Prestatie | Datum       | Plaats    |
| ------------ | --------- | ----------- | --------- |
| discuswerpen | 39,99 m   | 6 juni 1948 | Eindhoven |

## Palmares

### discuswerpen
- 1947:  NK - 37,05 m
- 1948:  NK - 39,245 m
- 1948: 13e OS - 36,15 m